# グレート・ウェスタン・レールウェイ

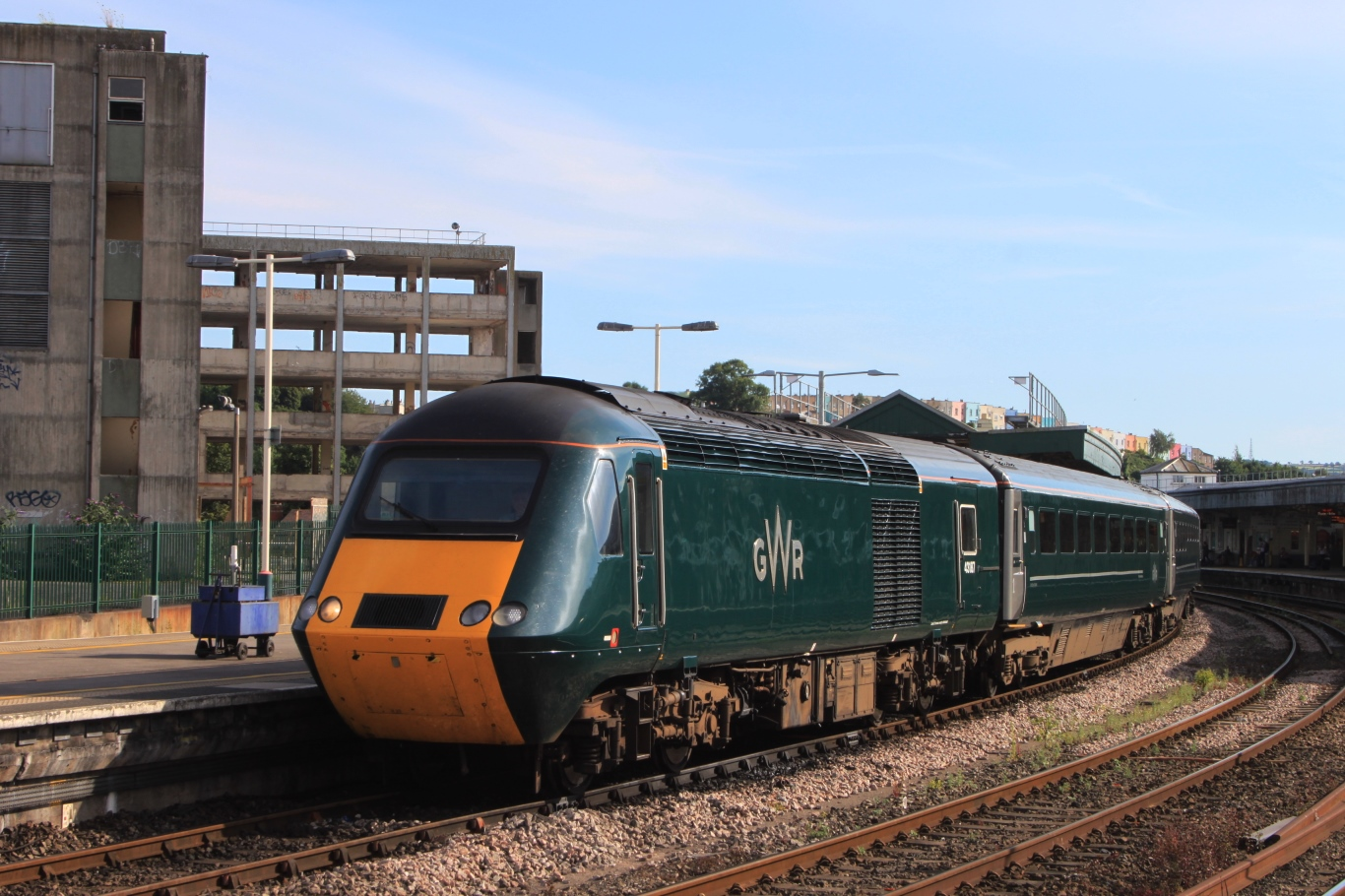
GWR塗装のHST（ブリストル・テンプル・ミーズ駅）

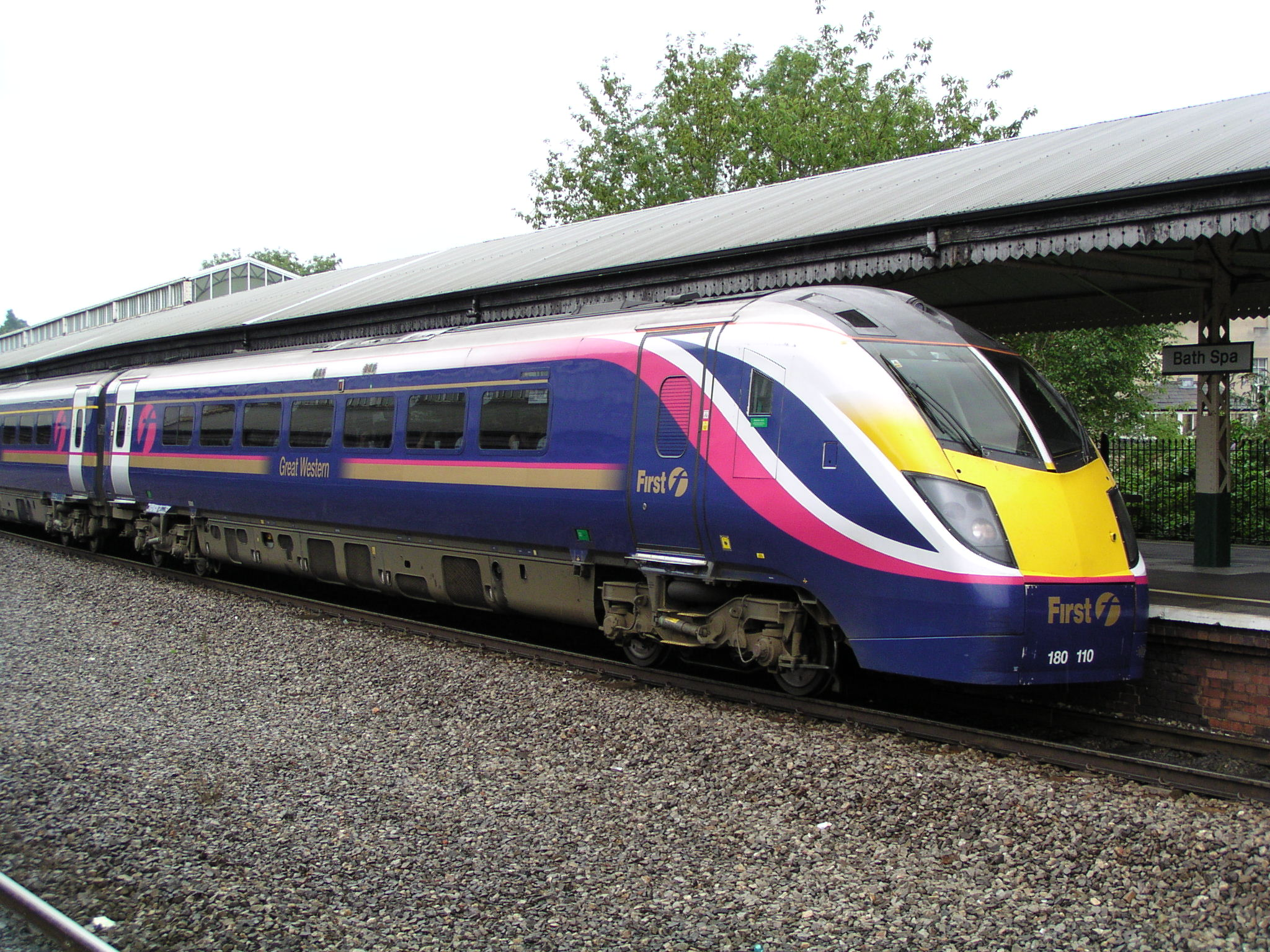
ファースト・グレート・ウェスタン時代の180形気動車（バース・スパ駅）

グレート・ウェスタン・レールウェイ (Great Western Railway、GWR) は、イギリスの列車運行会社で、イギリス国鉄民営化直後の1996年2月からイングランド西部・南西部およびウェールズ南部の路線を運営している。親会社はバス・鉄道最大手のファーストグループ。過去のブランド名にはグレート・ウェスタン・トレインズ（Great Western Trains　1996年 - 1998年）およびファースト・グレート・ウェスタン (First Great Western、FGW　1998年 - 2015年) がある。
ロンドンのターミナル駅はパディントン駅。イギリス国内で運行されている寝台列車2つのうちのひとつ、ナイト・リビエラの運行事業者でもある。またヒースロー・エアポート・ホールディングスとの合弁事業でヒースロー・コネクトを運行していた。

## 歴史
イギリス国鉄の民営化の一環として、1996年2月よりグレート・ウェスタン本線を基幹にロンドンからイングランド南西部、ウェールズ南部への長距離都市間列車を担当するグレート・ウェスタン・トレインズ（Great Western Trains）として運行を開始した。1998年12月にはファーストフループによる買収でブランド名をファースト・グレート・ウェスタン（First Great Western、FGW）へと変更しているが、社名は買収以前と同名のグレート・ウェスタン・トレインズ会社 (Great Western Trains Company Limited) であった。
ロンドン西郊やオックスフォードなどへの列車はゴー・アヘッド・グループのテムズ・トレインズ（Thames Trains）により運行されていたが、2004年4月にファーストグループのファースト・グレート・ウェスタン・リンク（First Great Western Link）に営業権が移行し、姉妹会社となった。イングランド南西部のローカル列車はナショナル・エクスプレス (National Express) グループ傘下のウェセックス・トレインズにより運行された。
2006年4月1日より、ファースト・グレート・ウェスタンとファースト・グレート・ウェスタン・リンク、ウェセックス・トレインズの3社のフランチャイズが「グレーター・ウェスタン」に統合され、営業権が1社に集約された。営業権への競争入札にはファーストグループと、ナショナル・エクスプレス、ステージコーチ・グループ (Stagecoach Group) が参加し、ファーストグループが営業権を獲得した。以降、正式社名はFirst Greater Western Ltdとされているが、都市間列車、ロンドン近郊列車、ローカル列車ともにブランド名は一貫してファースト・グレート・ウェスタンの名称が使用されている。
2015年9月20日、社名をかつてのグレート・ウェスタン鉄道にちなむグレート・ウェスタン・レールウェイ（GWR）に変更した。車両の塗装も新たに旧GWRを意識した濃緑色を採用している。

## 車両

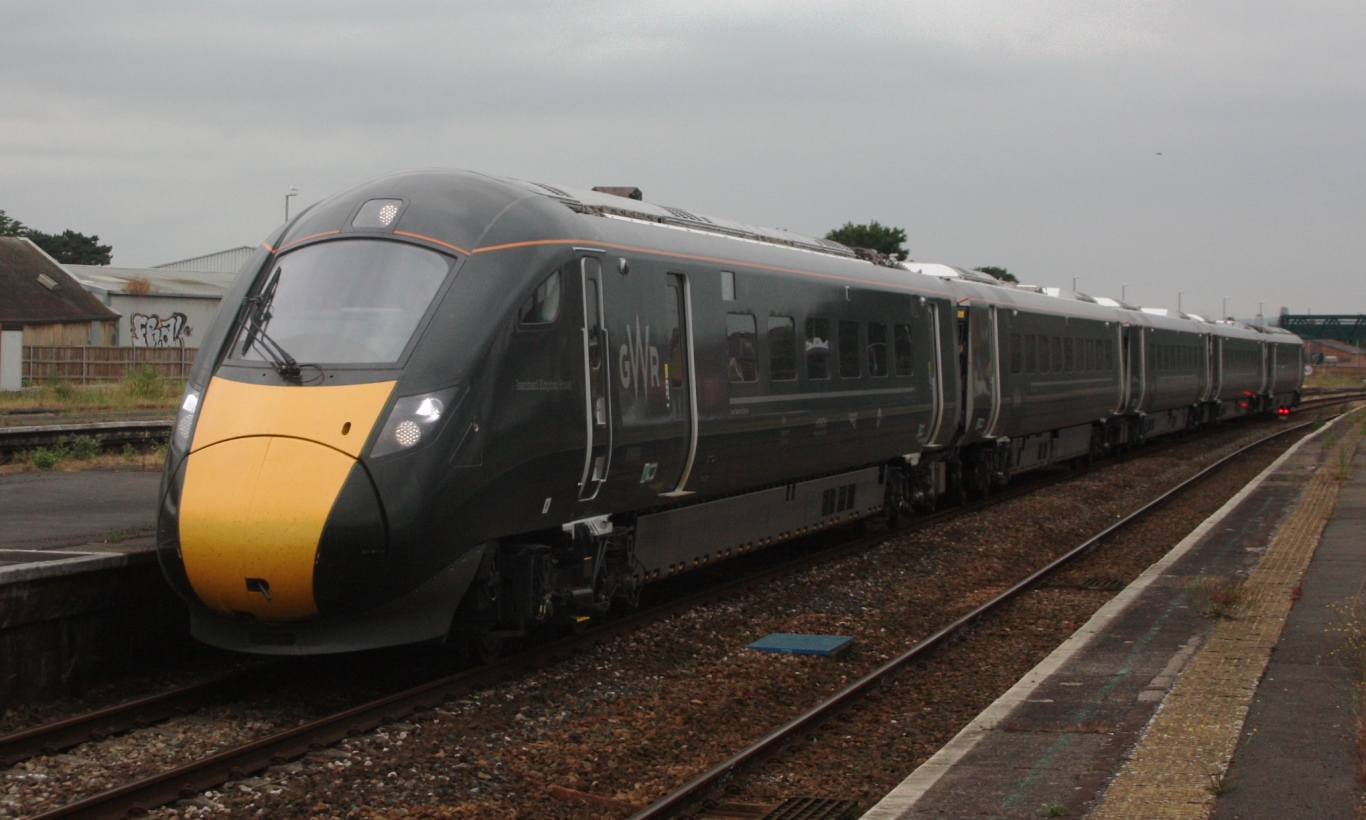
800形（クラス800）

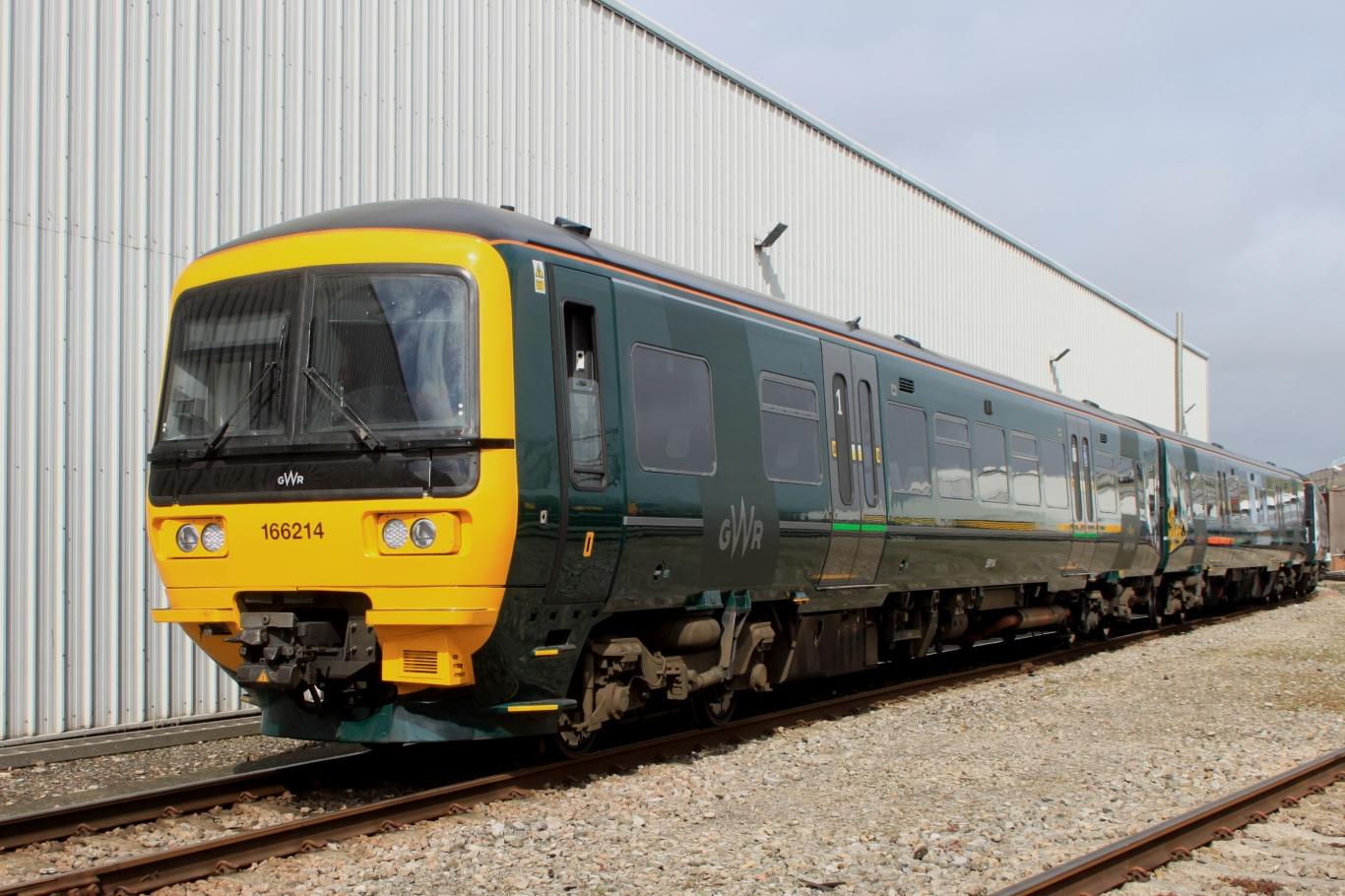
166形

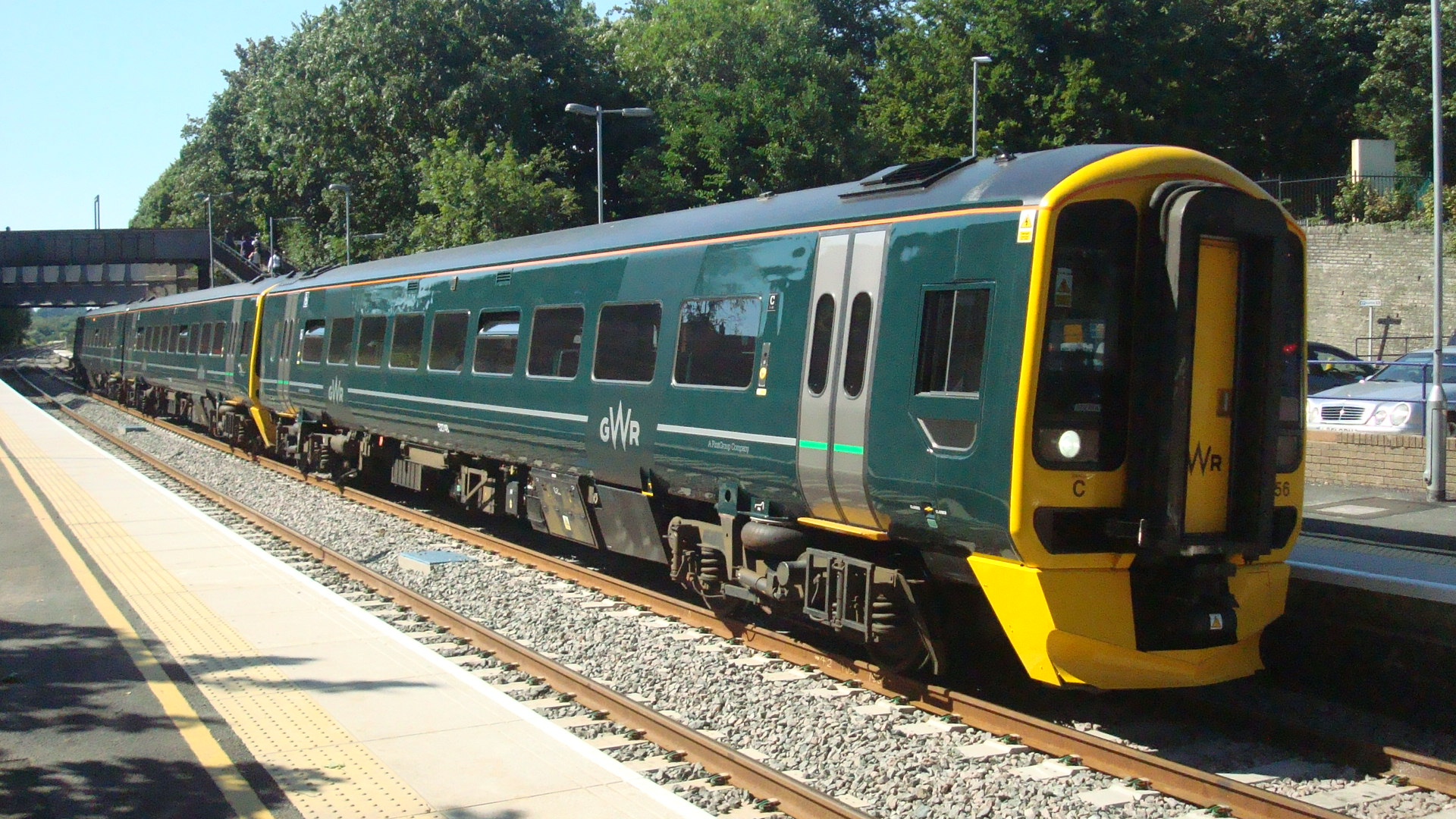
158形

### 都市間輸送用
- HST

殆どの都市間輸送用に使用していたが、2017年より800形および802形による更新が始まり、短編成及びリニューアルにより地方都市同士を結ぶ列車（例：カーディフ－トーントン間）での運用が始まっている。
- 57形 - ナイト・リビエラ牽引機
- マーク3客車 - HST用、ナイト・リビエラ用
- 800形 - 2017年運用開始
- 802形 - 2018年運用開始

#### 過去に使用された車両
- 180形「アデランテ」（英語版）

2000年から2001年に掛けてHSTの更新を目的として14編成が導入されたが、技術上の問題から、2008年から2009年に掛けてリースバックされ、現在は全編成がグランド・セントラル又はハル・トレインズで使用されている。

### ロンドン近郊用
- 165形「ネットワーカー・ターボ」
- 166形「ネットワーカー・ターボ・エクスプレス」
- 387形「エレクトロスター」

### イングランド西部方面
- 143形「ペイサー」
- 150形「スプリンター」
- 153形「スーパースプリンター」
- 158形「エクスプレス・スプリンター」